# 복부제

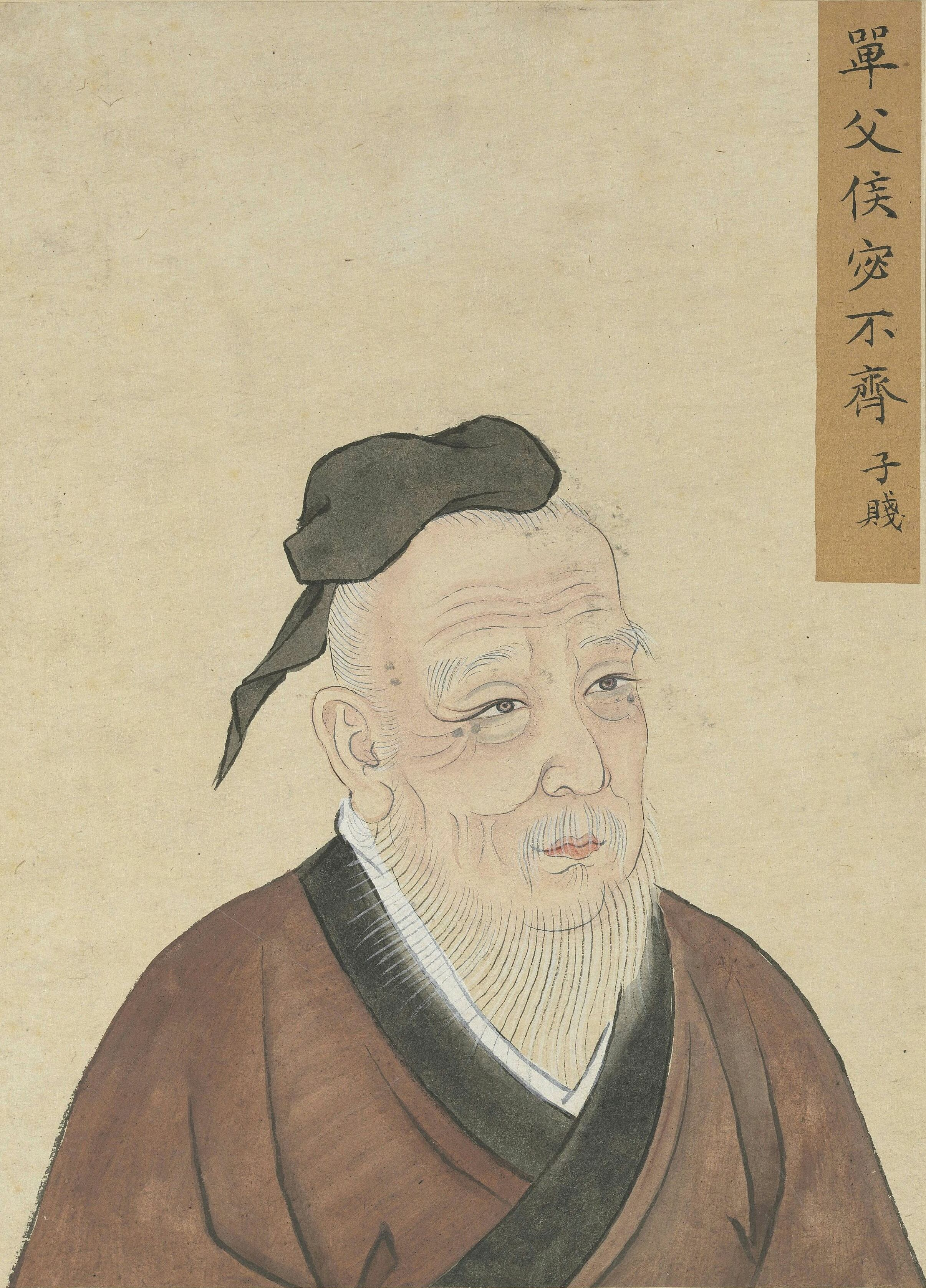
복부제의 초상화

복부제(宓不齊, 기원전 521년 ~ 기원전 445년)는 주나라의 철학자로, 공자의 제자이다. 자는 자천(子賤)이고, 공자와는 30살 연하이다.
논어 공야자 편에 의하면, 공자는 이 복부제를 향해 "군자라 하겠다. 그러나 노나라에 군자가 없었다면, 이 사람이 어찌 군자의 도를 닦을 수 있었겠는가?"라 하였다.
자천이 산동성 선현 지방을 다스리는 벼슬아치 읍제가 되었을 때 공자에게 "이 나라에 저보다 현명한 사람이 다섯 명이 있어, 저에게 치국의 방법을 가르쳐 주었습니다."라 보고하였다.
공자는 "섭섭한 일이로다. 자천이 다스리는 토지가 좁은 것이다. 만약 넓었다면 훌륭한 정치를 펼 수 있었을 것이다"라 하면서, 그의 재능에 비해 그가 다스리는 땅이 너무 좁다는 점에 대해 아쉬움을 드러냈다.